# 褐叶线蕨
，又名，为水龍骨科薄唇蕨属下的一个种。种名wrightii以19世纪美国生物学家Charles Wright的名字命名。